# Ніса (цариця Понту)
Ніса або Нісса (грец. Νύσ (σ) α, перша половина II століття до н. е.) — селевкідська принцеса, цариця Понту (дружина царя Понту Фарнака I).

## Походження
Ніса була дочкою селевкідського принца Антіоха і принцеси Лаодіки IV, що були братом і сестрою<refGrainger A Seleukid prosopography and gazetteer — p. 48.</ref>. Дідом Ніси був цар Антіох III.
Ніса виросла в державі Селевкідів, народилася вона між 196 — 193 роками до н. е. У 193 році до н. е. її батько несподівано помер, що особливо сильно вразило Антіоха III. Лаодіка IV потім ставала дружиною двох своїх братів — Селевка IV і Антіоха IV. Завдяки цьому обзавелася численними двоюрідними братами і сестрами. У 172 або 171 році до н. е., за допомогою дипломатії, її правлячий кузен Деметрій I Сотер віддав її понтійському царю Фарнаку I.

## Понтійська цариця
Шлюб Ніси став символом дружби між двома державами. Фарнак намагався збільшити свій вплив у відносинах з Римською республікою і Пергамським царством.
Для нової цариці створювалися статуї і посвяти. Авторами деяких з них стали громадяни Афінського поліса і острова Делос, з якими Фарнак був вельми добрий і милосердний. Від них вони отримали золоту корону і бронзові статуї, які були поставлені на острові.
Ніса народила двох дітей: Мітрідата V і Нісу. Дата смерті цариці невідома, можливо вона загинула під час пологів.